# Pappa di latte
Pappa di latte, pubblicato il 20 ottobre 1995, è un album della cantante italiana Mina.

## Descrizione
Se con Canarino mannaro si è parlato di «livelli di eccellenza», tutt'altra cosa si è scritto di questo album. Pappa di latte ha raggiunto la posizione più bassa nelle classifiche di fine anno da quando Mina ha iniziato a cantare (46° secondo i dati di hitparadeitalia.it) e forse per questo motivo ha rappresentato l'album di rottura con la consuetudine degli ultimi 20 anni in cui Mina ha puntualmente inciso un doppio composto da un disco di cover e uno di inediti. Il pubblico ha amato poco questo album (o lo ha comprato poco) e lo stesso si può dire dei giornalisti. Poche sono le recensioni positive. C'è chi parla di «disco dai suoni ben curati, dagli arrangiamenti ricercati e ricco di ottimi musicisti, ma troppo diseguale», chi afferma che «quest'anno anche Mina deve arrendersi. Il momento è di bassa creatività e nemmeno la sua bravura vocale riesce a nobilitare alcuni brani». Per qualcuno, le canzoni - soprattutto del primo volume - sono «in bilico tra esercizi musicali e atmosfere che cadono spesso nel tedio [...] e la stanchezza che si avverte ascoltando l'album di cover, aumenta con gli inediti» mentre per altri questa Pappa di latte «ha un gusto un po' amarognolo [e] cela dietro la facciata pasticcera evocata dalla copertina [...] un contenuto molto meno allettante e zuccheroso».
Naturalmente, è sempre Mina che canta e quindi, nello specifico, non tutto è da buttare. Così la Tigre diventa «eccezionale quando affronta il Gershwin di They Can't Take that Away from Me o lo spumeggiante swing di Chiedimi tutto di Luttazzi» e dà «una di quelle interpretazioni da brivido che lasciano il segno» con Almeno tu nell'universo della compianta Mia Martini. C'è chi poi trova il medley composto da A Night in Tunisia / Penso Positivo / Copacabana (At the Copa) «curiosissimo» («tanto per irritare [...] i puristi»), chi lo trova «un esercizio musicale più che una trovata geniale», mentre nell'intreccio fra The Captain of Her Heart dei Double e Every Breath You Take dei Police - aggiungendo «piccole ma essenziali pennellate intimiste [- l'artista coglie] un risultato di gran classe». Se non piace When You Let Me Go - versione inglese di Cosa resterà degli anni '80 di Raf - perché «strappata al suo carattere di riflessione epocale», molto meglio va al «beatlesiano [...] duetto acustico» tra madre e figlia nel remake di More Than Words degli Extreme. Il resto è la tradizionale Mina, sempre a suo agio - quindi perfetta - sia nel ricantare due classici in spagnolo - Porque tu me acostumbraste («spogliato però delle sue incrostazioni retoriche») e Encadenados («dove la vocalità di Mina viaggia senza confini») - sia nel pescare ancora una volta nella discografia dei Beatles, con If I Fell, cantato con suo figlio Massimiliano.
Tris di inediti firmato dagli Audio2, Naufragati e Metti uno zero e Non c'è più audio - usato come battistrada radiofonico. Per te che mi hai chiesto una canzone, Filippo Trojani, che canta con la Tigre in un «duetto d'atmosfera» e l'italo-napoletana Sulamente pe' parlà, «che incrocia il classico (Anema e core) e il nuovo». Pani firma Se finisse tutto così e Torno venerdì, due belle canzoni d'amore inserite fra gli inediti ma già incise dallo stesso Massimiliano (il primo pezzo per l'album Storie per cani sciolti con il titolo di Valentina senza di te, il secondo per l'album di debutto di Pani, L'occasione, nel 1991). C'è poi un trittico che, insieme al già citato pezzo di Luttazzi, sembra convincere più degli altri brani: Timida, deliziosa bossanova che sta «tra Paolo Conte e i sapori brasiliani»; l'«ambiziosa Di vista, rarefatta e d'atmosfera» e la «tenebrosa e deforme» Donna donna donna, scritta tra gli altri da Cocciante e arrangiata dal diciannovenne Christian Cappelluti, «drammatico canto di un gigantesco travestito eseguita con bassissima tonalità».
«Insomma, mai come quest'anno l'album di Mina - per fare, vista la copertina, un paragone dolciario - è una torta bella da vedere ma così piena di ingredienti da mandare in tilt il palato. Più che una pappa di latte, la solita zuppa. Questione di gusti, si dirà. Ma sempre a proposito di gusti: se quello musicale di Mina [...] non fosse più quello di un tempo?».

## Tracce
Disco 1 / CD 1
1. A Night in Tunisia / Penso positivo / Copacabana (At the Copa) – 5:52
2. Almeno tu nell'universo – 4:03 (testo: Bruno Lauzi – musica: Maurizio Fabrizio)
3. They Can't Take That Away from Me – 4:13 (testo: Ira Gershwin – musica: George Gershwin)
4. More Than Words (feat. Benedetta Mazzini) – 3:52 (Nuno Bettencourt, Gary Cherone)
5. Porque tu me acostumbraste – 4:20 (Frank Domínguez)
6. The Captain of Her Heart / Every Breath You Take – 5:08
7. Sincerely – 4:04 (Harvey Fuqua, Alan Freed)
8. When You Let Me Go (Cosa resterà degli anni '80) – 4:49 (testo: Christian Cappelluti – musica: Raf, Giancarlo Bigazzi, Beppe Dati)
9. If I Fell (feat. Massimiliano Pani) – 2:35 (John Lennon, Paul McCartney)
10. Encadenados – 4:16 (Carlos Arturo Briz)

Disco 2 / CD 2
1. Non c'è più audio – 4:52 (Giovanni Donzelli, Vincenzo Leomporro)
2. Naufragati (feat. Audio2) – 4:16 (Giovanni Donzelli, Vincenzo Leomporro)
3. Di vista – 4:36 (Tullio Pizzorno)
4. Donna donna donna – 5:18 (testo: Massimo Bizzarri, Pino Marcucci – musica: Riccardo Cocciante)
5. Per te che mi hai chiesto una canzone (feat. Filippo Trojani) – 2:42 (testo: Filippo Trojani – musica: Filippo Trojani, Massimiliano Pani)
6. Chiedimi tutto – 3:26 (testo: Leo Chiosso – musica: Lelio Luttazzi)
7. Sulamente pe' parlà – 4:11 (testo: Labimbi [Stefania Dal Pino] – musica: Francesco Graziano Accinni, Vincenzo Micucci)
8. Metti uno zero – 4:28 (Giovanni Donzelli, Vincenzo Leomporro)
9. Se finisse tutto così – 4:34 (testo: Maurizio Morante – musica: Massimiliano Pani)
10. Torno venerdì – 5:24 (testo: Giorgio Calabrese, Massimiliano Pani – musica: Massimiliano Pani)
11. Timida – 5:07 (Maria Enrica Andolfi)

## Versioni Tracce
- If I fell:

versione Live TV '65, vedi Signori... Mina! vol. 4

## Formazione
- Mina – voce
- Christian Cappelluti – tastiera, programmazione, chitarra
- Danilo Rea – pianoforte, Fender Rhodes, tastiera
- Massimo Moriconi – basso, contrabbasso
- Maurizio Dei Lazzaretti – batteria
- Fabio Coppini – pianoforte, programmazione, Fender Rhodes, batteria elettronica
- Paolo Gianolio – chitarra acustica, mandolino, chitarra elettrica
- Massimiliano Pani – tastiera, cori
- Riccardo Fioravanti – basso
- Massimo Varini – chitarra
- Mauro Santoro – tastiera
- Christian Meyer – batteria
- Sergio Farina – chitarra
- Armando Armando – percussioni
- Alfredo Golino – batteria
- Danilo Minotti – chitarra
- Paolo Brioschi – pianoforte
- Daniele Di Gregorio – vibrafono
- Candelo Cabezas – percussioni
- Emilio Soana – tromba
- Pippo Colucci – tromba
- Fernando Brusco – tromba
- Pierluigi Salvi – trombone
- Mauro Parodi – trombone
- Franco Ambrosetti – flicorno
- Maurizio Giammarco – sax
- Michael Rosen – sax
- Gabriele Comeglio – sax alto
- Giancarlo Porro – sassofono baritono
- Giuseppe Gisone – sassofono tenore
- Claudio Wally Allifranchini – sassofono tenore
- Emanuela Cortesi, Simonetta Robbiani – cori

## Classifiche
| Classifica (1995) | Posizione massima |
| ----------------- | ----------------- |
| Italia            | 2                 |

### Classifiche di fine anno
| Classifica (1995) | Posizione |
| ----------------- | --------- |
| Italia            | 46        |